# Coșești (okręg Ardżesz)
Coșești – wieś w Rumunii, w okręgu Ardżesz, w gminie Coșești. W 2011 roku liczyła 1024 mieszkańców.